# Shanghai-school
De Shanghai-school (Chinees: 海上畫派, pinyin: Hǎishàng Huàpài) is een Chinese schildersstroming die aan het eind van de 19e eeuw in Shanghai ontstond. Schilders van deze school braken met de orthodoxe literati-schilderkunst en lieten zich beïnvloeden door expressieve stromingen uit de 17e en 18e eeuw.

## Geschiedenis
Nadat het Britse Rijk in 1842 de Eerste Opiumoorlog won, werden Chinese havens als die in Shanghai voor het westen geopend.  Tijdens de Taipingopstand in de jaren 1850 bezetten rebellenlegers grote delen van Zuidoost-China. Veel rijke kooplieden zochten hun toevlucht in het relatief veilige en financieel aantrekkelijke Shanghai. In de turbulente laatste jaren van de Qing-dynastie aan het eind van de 19e eeuw werden zij de nieuwe patronen van de Chinese kunsten.
De handelaren wilden iets anders dan de orthodoxe literati-schilderkunst die de afgelopen driehonderd jaar de schilderkunst had gedomineerd. Zij gaven de voorkeur aan portretten, verhalende taferelen en kleurrijke vogel- en bloemschilderingen. De Shanghai-school speelde hierop in door voort te borduren op de expressieve en geladen schilderkunst van Xu Wei en andere individualisten, zoals de Vier Monniken (17e eeuw) en de Yangzhou-school (18e eeuw). De Shanghai-school kenmerkte zich door een nog grotere overdrijving in vormen en kleuren.
In reactie op de massale import van Japanse en westerse boeken, foto's, lithografieën en kleurenposters ontstond er uiteindelijk een hernieuwde belangstelling voor de traditionele schilderkunst. De vraag naar werken uit de Shanghai-school nam hierdoor snel weer af. Desondanks wordt de stroming samen met de Lingnan-school en de Jingjin-school (Peking-Tianjin)-school gerekend tot de drie pilaren van de moderne Chinese schilderkunst.

## Prominente vertegenwoordigers
Gerenommeerde kunstenaars van de Shanghai-school waren onder andere Ren Xiong (1823–1857), Xugu (1824–1896), Zhao Zhiqian (1829–1884), Pu Hua (1832–1911), Ren Bonian (1840–1896), Wu Changshuo (1844–1927), Qi Baishi (1864–1957), Wang Zhen (1867–1938), Chen Shizeng (1876–1923), He Tianjian (1891–1977), Pan Tianshou (1897–1971), Xie Zhiliu (1910–1997) en Cheng Shifa (1921–2007).